# Marco Sørensen
Marco Sørensen (Dinamarca, 6 de septiembre de 1990) es un piloto de automovilismo danés. Ha competido en varias categorías de monoplazas, como la Fórmula Ford Británica, Fórmula Renault 2.0 y la ADAC Fórmula Masters. Fue miembro del programa de desarrollo del equipo de Fórmula 1 Lotus. Desde 2015 se desarrolla mayormente en carreras de resistencia.

## Carrera deportiva

### Inicios
Sørensen hizo su debut en el karting en 1994 y tuvo su primera carrera real en 1998. Comenzó a pilotar monoplazas en 2006 en la Fórmula Ford de Dinamarca. En 2008 obtuvo el cuarto lugar en la ADAC Fórmula Masters, a pesar de solo completar la mitad de la temporada.
Sørensen fue patrocinado por Renault y se convirtió en miembro del Programa de Desarrollo de Pilotos Renault 2009, junto Davide Valsecchi y Charles Pic. Esto le permitió competir en la Fórmula Renault en 2009 en las categorías  Copa Fórmula Renault 2.0 del norte de Europa y la  Eurocupa Fórmula Renault 2.0. Más tarde ese año, el programa fue cerrado debido a problemas financieros, dejando a Sørensen sin apoyo.
A mediados de 2010, Sørensen logró asegurar su participación en la serie alemana de la Fórmula 3 con Brandl Motorsport. Continuó en 2011 y terminó en segundo lugar en la serie, después de una dura batalla con el eventual campeón Richie Stanaway.

### Fórmula Renault 3.5, GP2 y pruebas en Fórmula 1
Sørensen no tenía planes para 2012 hasta que Lotus lo llamó y le ofreció una prueba en la Fórmula Renault 3.5, en el que impresionó lo suficiente como para ofrecerle un asiento junto al ex rival por el título Stanaway en el equipo.
logró su primera victoria en la Fórmula Renault 3.5 Series en la primera carrera en Spa, tuvo que retirarse por problemas de motor después de ir liderando, en su segunda carrera en Aragón. Otra victoria potencial se resbaló de sus manos en la segunda carrera de Silverstone, sufriendo un pinchazo mientras conducía cómodamente en la última vuelta. Después de dos segundos puestos más, terminó la temporada en quinta posición conjuntamente con Nick Yelloly. Sørensen tuvo otra temporada desastrosa por problemas de motor en la temporada 2013 de Fórmula Renault 3.5, pero logró la pole y la victoria en las dos carreras de Red Bull Ring.
En enero de 2014 fue confirmado como piloto de reserva de la escudería Lotus para la temporada 2014 de Fórmula 1. Mientras, disputó la Fórmula Renault 3.5 con el equipo Tech 1 Racing, donde acabó 12º en la general, llegando una vez al podio. Por otra parte, disputó 14 fechas de la GP2 Series con el MP Motorsport, logrando ganar una carrera, y llegar en zona de puntos en nueve, para resultar 11º en el campeonato.
En 2015, disputó las primeras 8 fechas de la GP2 Series con Carlin, pero no sumó puntos.

### Gran turismos
Sørensen debutó en las carreras de resistencia con un Aston Martin Vantage GTE en el Campeonato Mundial de Resistencia (WEC) en 2015. Acompañando a Christoffer Nygaard, lograron cuatro cuartos puestos, para finalizar 11º en el campeonato de pilotos de GT. En 2016, Sørensen siguió compitiendo en la categoría, ahora con un nuevo compañero y compatriota Nicki Thiim. Acumularon dos victorias y cuatro podios más, para consagrarse campeones del mundo en la categoría GT. 

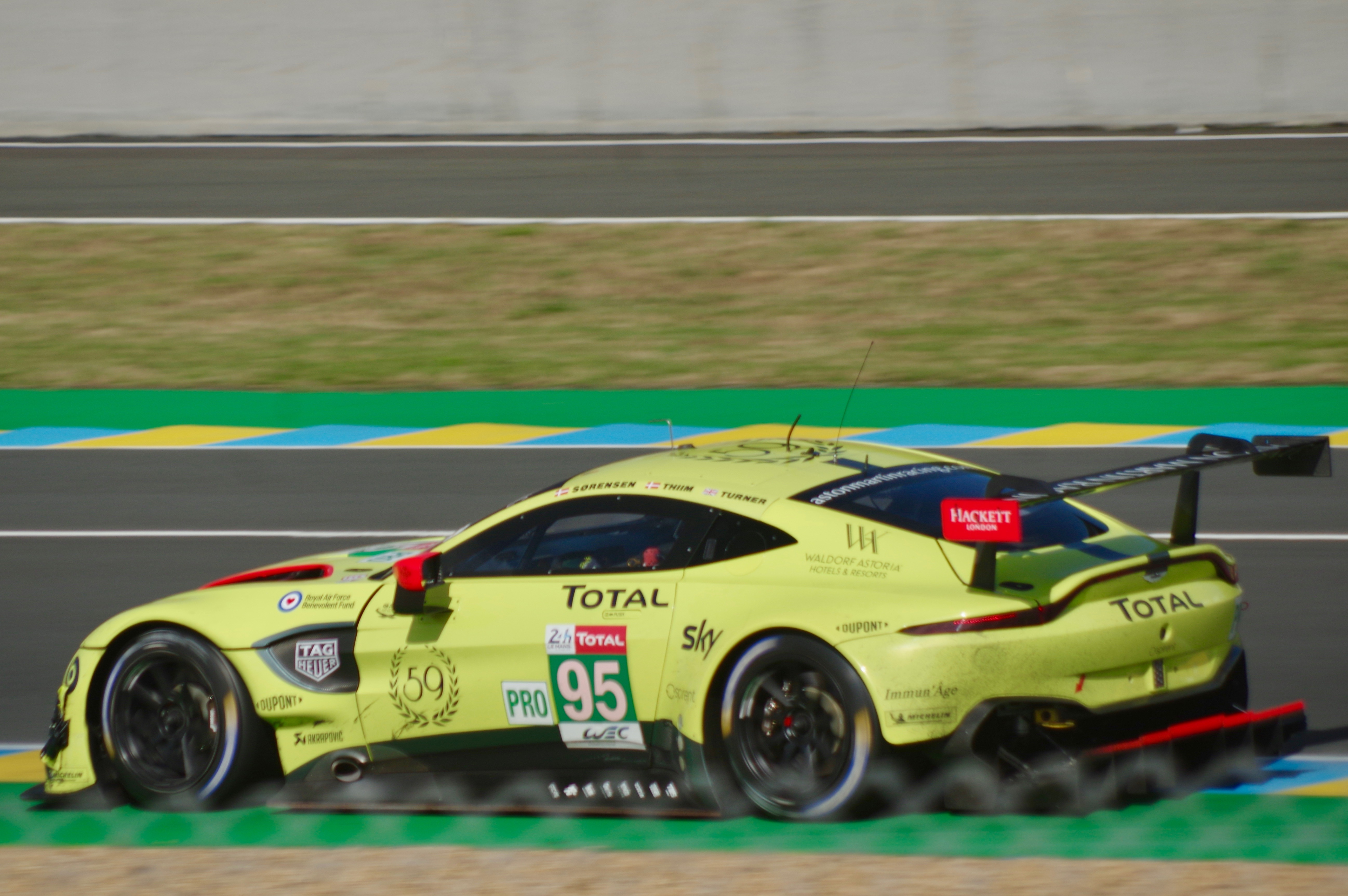
Vantage AMR Pro de Nicki Thiim, Darren Turner y Sørensen, en 2019.

En 2018 ganó las 24 Horas de Nürburgring en su clase y fue cuarto en la general, a bordo de un V12 Vantage GT3. Volvió a ganar el mundial de resistencia en la temporada 2019-20 junto a Thiim, además de lograr su primer podio de clase en Le Mans.
Tras un 2021 de poca actividad, volvió al WEC en 2022, pero en la clase LMGTE Am con TF Sport, equipo cliente de Aston Martin. Junto al bronce Ben Keating, ganó el campeonato y las 24 Horas de Le Mans en dicha clase.
En 2023, Sørensen viajó a Estados Unidos para competir en la IMSA SportsCar Championship (clase GTD). Fichó por Heart of Racing Team, como compañero de Roman De Angelis. Con el Vantage AMR GT3, ganaron Daytona y Lime Rock Park y fueron subcampeones.
Tras ser parte de la nueva LMGT3 del WEC, en 2025 fue llamado por Aston Martin para estrenar uno de sus Valkyrie AMR-LMH de la clase mayor. Comparte vehículo con Alex Riberas.

## Resumen de carrera
| Temporada | Categoría                                               | Equipo                       | Carreras     | Victorias    | Poles        | VR           | Podios       | Puntos       | Pos.         |
| --------- | ------------------------------------------------------- | ---------------------------- | ------------ | ------------ | ------------ | ------------ | ------------ | ------------ | ------------ |
| 2007      | Fórmula Ford Danesa                                     | Lucas Racing                 | 16           | 4            | 7            | 16           | 12           | 238          | 3.º          |
| 2008      | ADAC Fórmula Masters                                    | ma-con Motorsport            | 8            | 4            | 5            | 3            | 6            | 125          | 4.º          |
| 2008      | Fórmula Ford Británica                                  | Fluid Motorsport Development | 22           | 1            | 0            | 3            | 5            | 327          | 8.º          |
| 2008      | Fórmula Renault 2.0 Portugal - Serie de Invierno        | Motopark Academy             | 2            | 0            | 0            | 0            | 1            | 12           | 11.º         |
| 2009      | Eurocopa de Fórmula Renault 2.0                         | Motopark Academy             | 14           | 0            | 0            | 0            | 0            | 15           | 15.º         |
| 2009      | Fórmula Renault 2.0 NEC                                 | Motopark Academy             | 14           | 1            | 0            | 1            | 4            | 232          | 3.º          |
| 2010      | Fórmula 3 Alemana                                       | Brandl Motorsport            | 8            | 0            | 1            | 0            | 1            | 18           | 11.º         |
| 2011      | Fórmula 3 Alemana                                       | Brandl Motorsport            | 16           | 2            | 2            | 2            | 15           | 126          | 2.º          |
| 2011      | Fórmula 3 Euroseries                                    | Mücke Motorsport             | 3            | 1            | 1            | 1            | 1            | 0            | NC†          |
| 2012      | Fórmula Renault 3.5 Series                              | Lotus                        | 17           | 1            | 0            | 0            | 3            | 122          | 6.º          |
| 2013      | Fórmula Renault 3.5 Series                              | Lotus                        | 17           | 2            | 2            | 1            | 3            | 113          | 7.º          |
| 2014      | Fórmula Renault 3.5 Series                              | Tech 1 Racing                | 17           | 0            | 0            | 0            | 1            | 44           | 12.º         |
| 2014      | GP2 Series                                              | MP Motorsport                | 14           | 1            | 0            | 0            | 1            | 47           | 11.º         |
| 2015      | GP2 Series                                              | Carlin                       | 8            | 0            | 0            | 0            | 0            | 0            | 33.º         |
| 2015      | Campeonato Mundial de Resistencia de la FIA - LMGTE Pro | Aston Martin Racing          | 7            | 0            | 1            | 0            | 0            | 81           | 8.º          |
| 2016      | Campeonato Mundial de Resistencia de la FIA - LMGTE Pro | Aston Martin Racing          | 9            | 2            | 3            | 0            | 6            | 156          | 1.º          |
| 2016      | 24 Horas de Nürburgring - SP9                           | Aston Martin Racing          |              |              |              |              |              |              | DNF          |
| 2017      | Campeonato Mundial de Resistencia de la FIA - LMGTE Pro | Aston Martin Racing          | 9            | 1            | 1            | 0            | 1            | 104          | 6.º          |
| 2017      | IMSA SportsCar Championship - GTD                       | Aston Martin Racing          | 1            | 0            | 0            | 0            | 0            | 19           | 69.º         |
| 2018      | Campeonato Británico de GT                              | TF Sport AMR                 | 9            | 1            | 0            | 4            | 2            | 98           | 6.º          |
| 2018      | 24 Horas de Nürburgring - SP9-LG                        | Aston Martin Racing          |              |              |              |              |              |              | 1.º          |
| 2018-19   | Campeonato Mundial de Resistencia de la FIA - LMGTE Pro | Aston Martin Racing          | 8            | 1            | 2            | 0            | 1            | 65.5         | 9.º          |
| 2019      | Campeonato Británico de GT                              | Beechdean AMR                | 5            | 0            | 0            | 0            | 1            | 33           | 18.º         |
| 2019-20   | Campeonato Mundial de Resistencia de la FIA - LMGTE Pro | Aston Martin Racing          | 8            | 3            | 1            | 0            | 5            | 172          | 1.º          |
| 2021      | Campeonato Mundial de Resistencia de la FIA - LMP2      | High Class Racing            | 1            | 0            | 0            | 0            | 0            | 8            | 24.º         |
| 2021      | Campeonato Británico de GT                              | TF Sport                     | 1            | 0            | 0            | 0            | 0            | 0            | NC†          |
| 2021      | GT World Challenge Europe Endurance Cup                 | Garage 59 AMR                | 1            | 0            | 0            | 0            | 1            | 22           | 13.º         |
| 2022      | Campeonato Mundial de Resistencia de la FIA - LMGTE Am  | TF Sport                     | 6            | 2            | 3            | 0            | 4            | 141          | 1.º          |
| 2022      | IMSA SportsCar Championship - GTD Pro                   | Corvette Racing              | 1            | 0            | 0            | 0            | 0            | 234          | 35.º         |
| 2022      | European Le Mans Series - LMGTE                         | Oman Racing with TF Sport    | 6            | 1            | 2            | 0            | 2            | 59           | 5.º          |
| 2022      | GT World Challenge Europe Endurance Cup                 | Beechdean AMR                | 3            | 0            | 0            | 0            | 0            | 6            | 30.º         |
| 2022      | 24 Horas de Nürburgring - SP9                           | TF Sport AMR                 |              |              |              |              |              |              | DNF          |
| 2023      | IMSA SportsCar Championship - GTD                       | Heart of Racing Team         | 11           | 2            | 3            | 1            | 3            | 3221         | 2.º          |
| 2024      | Campeonato Mundial de Resistencia de la FIA - LMGT3     | D'station Racing             | 8            | 0            | 0            | 0            | 1            | 50           | 11.º         |
| 2024      | Super GT Japonés - GT300                                | D'station Racing             | 1            | 0            | 0            | 0            | 0            | 0            | NC           |
| 2024      | IMSA SportsCar Championship GTD                         | Heart of Racing Team         | 1            | 0            | 0            | 0            | 0            | 99           | 74.º         |
| 2024      | IMSA SportsCar Championship - GTD Pro                   | Heart of Racing Team         | 1            | 0            | 0            | 0            | 0            | 303          | 33.º         |
| 2024      | GT World Challenge Europe Endurance Cup                 | Comtoyou Racing              | 5            | 1            | 0            | 0            | 1            | 55           | 4.º          |
| 2024-25   | Asian Le Mans Series - GT                               | Earl Bamber Motorsport       | 2            | 0            | 0            | 0            | 0            | 0            | 25.º         |
| 2025      | IMSA SportsCar Championship - GTD Pro                   | Heart of Racing Team         | Disputándose | Disputándose | Disputándose | Disputándose | Disputándose | Disputándose | Disputándose |
| 2025      | Campeonato Mundial de Resistencia de la FIA - Hypercar  | Aston Martin THOR Team       | Disputándose | Disputándose | Disputándose | Disputándose | Disputándose | Disputándose | Disputándose |
| Fuente:   |                                                         |                              |              |              |              |              |              |              |              |

- † – Como Sørensen fue un piloto invitado, no estuvo habilitado para puntuar.

## Resultados

### Fórmula Renault 3.5 Series
| Año  | Equipo | 1        | 2         | 3       | 4        | 5       | 6       | 7        | 8        | 9         | 10        | 11        | 12       | 13      | 14      | 15      | 16        | 17        | Pos. | Puntos |
| ---- | ------ | -------- | --------- | ------- | -------- | ------- | ------- | -------- | -------- | --------- | --------- | --------- | -------- | ------- | ------- | ------- | --------- | --------- | ---- | ------ |
| 2012 | Lotus  | ALC 1 7  | ALC 2 Ret | MON 1 6 | SPA 1    | SPA 2 7 | NÜR 1 6 | NÜR 2    | MOS 1 7  | MOS 2 Ret | SIL 1 Ret | SIL 2 19† | HUN 1 8  | HUN 2   | LEC 1 5 | LEC 2 5 | CAT 2 10  | CAT 2 Ret | 6.º  | 122    |
| 2013 | Lotus  | MNZ 1 19 | MNZ 2 18  | ALC 1 9 | ALC 2 10 | MON 1 2 | SPA 1 5 | SPA 2 10 | MOS 1 10 | MOS 2 17  | RBR 1     | RBR 2 1   | HUN 1 12 | HUN 2 9 | LEC 1 4 | LEC 2 5 | CAT 1 Ret | CAT 2 7   | 7.º  | 113    |

### GP2 Series
(Clave) (negrita indica pole position) (cursiva indica vuelta rápida puntuable)

| Año  | Escudería     | 1   | 1   | 2   | 2   | 3   | 3   | 4   | 4   | 5   | 5   | 6   | 6   | 7   | 7   | 8   | 8   | 9   | 9   | 10  | 10  | 11  | 11  | Pos. | Puntos | Ref.  |
| ---- | ------------- | --- | --- | --- | --- | --- | --- | --- | --- | --- | --- | --- | --- | --- | --- | --- | --- | --- | --- | --- | --- | --- | --- | ---- | ------ | ----- |
| 2014 | MP Motorsport | SAK | SAK | BAR | BAR | MON | MON | SPI | SPI | SIL | SIL | HOC | HOC | BUD | BUD | SPA | SPA | MNZ | MNZ | SOC | SOC | YMC | YMC | 11.º | 47     | [ 7 ] |
| 2014 | MP Motorsport |     |     |     |     |     |     |     |     | 9   | 8   | 9   | 4   | 10  | 10  | 14  | 11  | 7   | 4   | 8   | 1   | Ret | 21  | 11.º | 47     | [ 7 ] |
| 2015 | Carlin        | SAK | SAK | BAR | BAR | MON | MON | SPI | SPI | SIL | SIL | BUD | BUD | SPA | SPA | MNZ | MNZ | SOC | SOC | SAK | SAK | YMC | YMC | 33.º | 0      | [ 8 ] |
| 2015 | Carlin        | Ret | 21  | 19  | 22  | Ret | 20  | 18  | 16  |     |     |     |     |     |     |     |     |     |     |     |     |     |     | 33.º | 0      | [ 8 ] |

### Campeonato Mundial de Resistencia de la FIA
(Clave) (negrita indica pole position) (cursiva indica vuelta rápida)

| Año     | Escudería           | Clase     | Automóvil                | 1   | 2   | 3   | 4   | 5   | 6   | 7   | 8   | 9   | Pos. | Puntos | Ref.   |
| ------- | ------------------- | --------- | ------------------------ | --- | --- | --- | --- | --- | --- | --- | --- | --- | ---- | ------ | ------ |
| 2015    | Aston Martin Racing | LMGTE Pro | Aston Martin Vantage GTE | SIL | SPA | LMS | NÜR | COA | FUJ | SHA | BHR |     | 8.º  | 81     | [ 9 ]  |
| 2015    | Aston Martin Racing | LMGTE Pro | Aston Martin Vantage GTE | 4   | 6   | 6   | 4   | 5   | 5   |     | 4   |     | 8.º  | 81     | [ 9 ]  |
| 2016    | Aston Martin Racing | LMGTE Pro | Aston Martin Vantage GTE | SIL | SPA | LMS | NÜR | MEX | COA | FUJ | SHA | BHR | 1.º  | 156    | [ 10 ] |
| 2016    | Aston Martin Racing | LMGTE Pro | Aston Martin Vantage GTE | 3   | Ret | 2   | 3   | 3   | 1   | 5   | 4   | 1   | 1.º  | 156    | [ 10 ] |
| 2017    | Aston Martin Racing | LMGTE Pro | Aston Martin Vantage GTE | SIL | SPA | LMS | NÜR | MEX | COA | FUJ | SHA | BHR | 6.º  | 104    | [ 11 ] |
| 2017    | Aston Martin Racing | LMGTE Pro | Aston Martin Vantage GTE | 6   | 8   | 5   | 4   | 1   | 4   | 7   | 5   | 7   | 6.º  | 104    | [ 11 ] |
| 2018-19 | Aston Martin Racing | LMGTE Pro | Aston Martin Vantage AMR | SPA | LMS | SIL | FUJ | SHA | SEB | SPA | LMS |     | 9.º  | 65.5   | [ 12 ] |
| 2018-19 | Aston Martin Racing | LMGTE Pro | Aston Martin Vantage AMR | 7   | 5   | 17  | 6   | 1   | 9   | 7   | Ret |     | 9.º  | 65.5   | [ 12 ] |
| 2019-20 | Aston Martin Racing | LMGTE Pro | Aston Martin Vantage AMR | SIL | FUJ | SHA | BHR | COA | SPA | LMS | BHR |     | 1.º  | 172    | [ 13 ] |
| 2019-20 | Aston Martin Racing | LMGTE Pro | Aston Martin Vantage AMR | 5   | 1   | 5   | 1   | 1   | 2   | 3   | 5   |     | 1.º  | 172    | [ 13 ] |